# Aninoasa (gmina w okręgu Ardżesz)
Aninoasa – gmina w Rumunii, w okręgu Ardżesz. Obejmuje miejscowości Aninoasa, Broșteni, Slănic i Valea Siliștii. W 2011 roku liczyła 3299 mieszkańców.